# 청두 지하철
청두 지하철(중국어 간체자: 成都地铁, 정체자: 成都地鐵, 병음: Chéngdū Dìtiě)은 중화인민공화국 청두시에서 운영하는 도시 철도이다. 청두 지하철도 총공사가 운영하고 있다. 2010년 9월 27일에 개통되었다.
2020년 9월 27일 현재까지 1호선부터 5호선, 7호선,10호선,18호선까지 개통되었으며, 구간 확장 공사가 진행 중이다. 2020년까지 총 13개 노선, 주행 거리 약 500km의 지하철 노선의 건설이 계획되어 있고, 리니어 지하철의 조달도 예정되어 있다.

## 노선

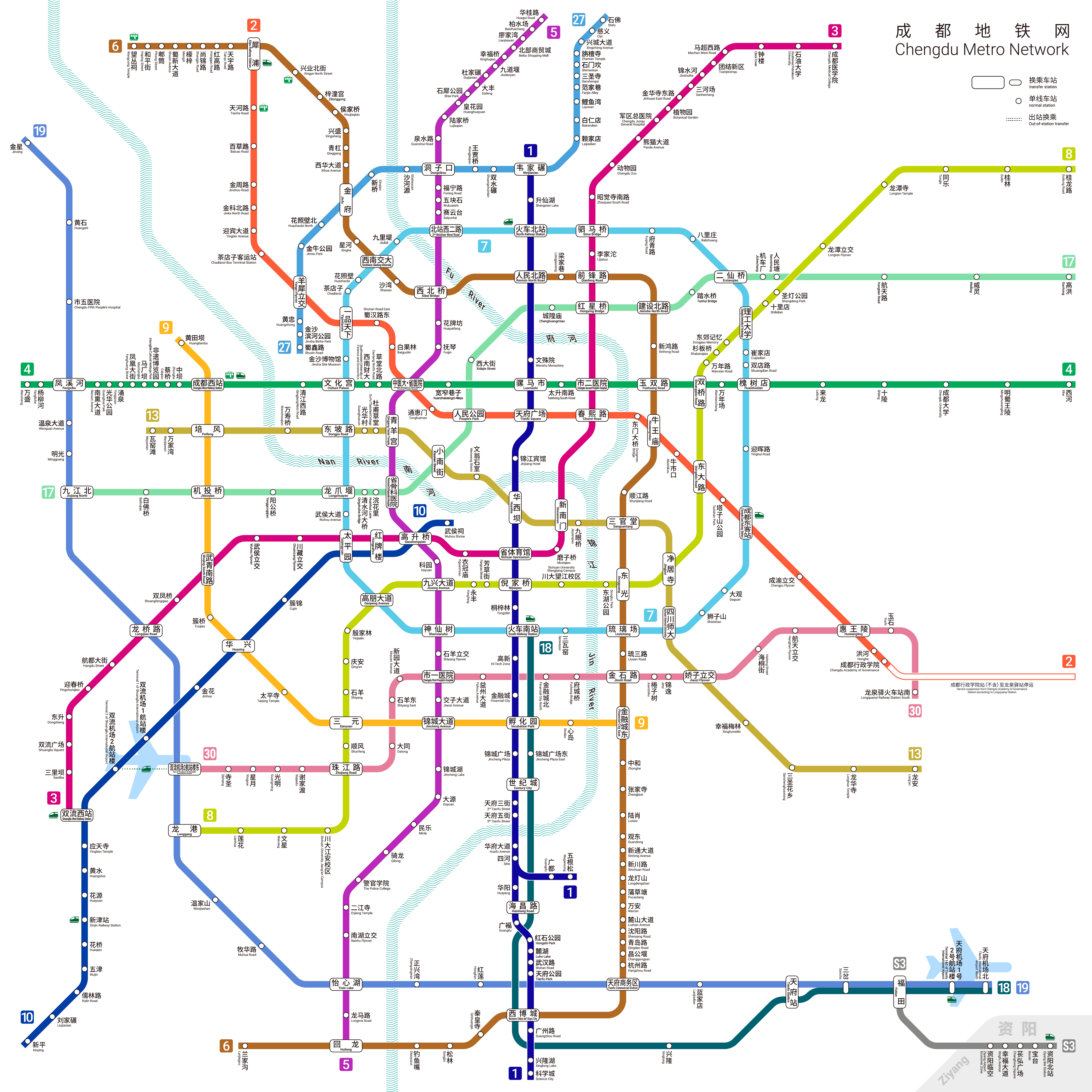
청두 지하철 네트워크지도

- ● 청두 지하철 1호선 (40.5km)
- ● 청두 지하철 2호선 (42.3km)
- ● 청두 지하철 3호선 (49.8km)
- ● 청두 지하철 4호선 (43.2km)
- ● 청두 지하철 5호선 (49.0km)
- ● 청두 지하철 6호선 (68.8km)
- ● 청두 지하철 7호선 (38.8km)
- ● 청두 지하철 8호선 (36.6km)
- ● 청두 지하철 9호선 (22.2km)
- ● 청두 지하철 10호선 (38.3km)
- ● 청두 지하철 17호선 (5.5km)
- ● 청두 지하철 18호선 (69.4km)
- ● 청두 지하철 19호선 (63.0km)
- ● 청두 지하철 27호선 (24.9km)
- ● 청두 교외철도 S3선 (38.7km)

## 역사
- 2020년 9월 27일 - 18호선 1단계 구간 개통  (청두남 역 ~ 싼하 역)
- 2019년 12월 27일 - 5호선 개통  (화구이루 역 ~ 후이롱 역),10호선 2단계 구간 개통(솽리우 국제공항 2터미널역  ~ 신핑 역)
- 2018년 12월 26일 - 3호선 2단계 구간 개통

3호선 전구간 개통 (청두 의학원 역 ~ 진취 종합병원 역), (타이핑위안 역 ~ 솽류 서역)
- 2018년 3월 18일 - 1호선 3단계 구간 개통 (웨이자녠역 ~ 성셴후역), (광두역 ~ 우건쑹역),(쓰허 역 ~  과학성 역)
- 2017년 12월 6일 - 7호선 순환선 개통
- 2017년 9월 6일 - 10호선 1단계 구간 개통 (타핑원 역 ~ 솽리우 국제공항 2터미널역)
- 2017년 6월 2일 - 4호선 2단계 구간 개통 4호선 전구간 개통 (장양루히 역 ~ 베히바오안공원 역), (웬난창 역 ~ 씨히젠 역)
- 2016년 7월 31일 - 3호선 1단계 구간 개통(준푸종이유안 역 ~ 타핑원 역)
- 2015년 12월 26일 - 4호선 1단계 구간 개통(베히바오안공원 역 ~ 웬난창 역)
- 2015년 7월 25일 - 1호선 2단계 구간 개통(센터리도시 역 ~ 광두 역)
- 2014년 10월 26일 - 2호선 3단계구간 개통 2호선 전구간 개통 (청두대학 역 ~ 롱관이 역)
- 2013년 6월 8일 - 2호선 2단계구간 개통(씨푸 역 ~ 찬다지버스터미널 역)
- 2012년 9월 16일 - 2호선 1단계구간 개통(찬다지버스터미널 역 ~ 청두대학 역)
- 2010년 9월 27일 - 1호선 1단계구간 개통(센씨안후 역 - 센터리도시 역)

## 승차
자동판매기에 동전 모양의 IC 승차권 (토큰)을 구입하여 자동 개찰기에서 입장한다. 승차권은 하차시 회수되어 다시 사용된다. 요금은 2위안에서 19위안으로 km 당 구간제 운임계산을 적용한다. 1회권 외에, 반복 충전하여 사용하는 선불 카드도 있다.

## 같이 보기
- 지하철 목록